# John van den Brom
Pour les articles homonymes, voir Brom.
 en football|
Joseph Antonius van den Brom, dit John van den Brom, né le 4 octobre 1966 à Amersfoort aux Pays-Bas, est un ancien footballeur international néerlandais devenu entraîneur.

## Biographie

### Carrière d'entraîneur

#### ADO Den Haag
En 2010, il entraîne l'ADO Den Haag avec lequel il se qualifie pour la Ligue Europa.

#### Vitesse Arnhem
Il signe pour trois ans à Vitesse en 2011.
Après une belle saison 2011-2012, il qualifie le club pour la Ligue Europa.

#### RSC Anderlecht
Le 30 mai 2012, il quitte Vitesse et signe un contrat de 3 ans au RSC Anderlecht. Dès ses débuts à Anderlecht, il gagne la Supercoupe de Belgique contre Lokeren, et quelques semaines plus tard, il qualifie le club pour la Ligue des champions.
À la fin des play off 2012-2013 Anderlecht est sacré champion. Il s'agit du 1er titre de Van Den Brom depuis le début de sa carrière d'entraineur. Par la même occasion, il qualifie son club pour la Ligue des champions 2013-2014.
Sa deuxième année à la tête du RSC Anderlecht est compliquée. Avec un effectif assez jeune, il essuie des revers en championnat et ne montre pas grand-chose en Ligue des champions. Il garde cependant la confiance de ses dirigeants et effectue du bon travail à la tête de l'équipe. En mars 2014, il est démis de ses fonctions après avoir concédé sa 9e défaite de la saison 2013-2014, face à l'avant-dernier du classement, Oud-Heverlee-Leuven.

#### AZ Alkmaar
Le 29 septembre 2014, il signe un contrat de deux ans à l'AZ Alkmaar où il succède à Marco van Basten, celui-ci préférant faire un pas de côté pour raisons de santé. Il termine la saison à la 3e place avec 62 points et qualifie le club pour les tours préliminaires de la Ligue Europa.
Le 20 novembre 2015, Van den Brom prolonge son contrat jusqu'en juin 2017 avec option pour une année supplémentaire.
Le 10 décembre 2018, les médias annoncent que John Van den Brom quittera l'AZ en fin de saison, ce que confirme le néerlandais. 
Durant les 5 saisons passées à l'AZ Alkmaar, John Van den Brom aura permis au club de participer 2 fois aux compétitions européennes et à atteindre 2 fois la finale de la coupe des Pays-Bas.

#### FC Utrecht
Dès la fin de son aventure à l'AZ Alkmaar, John Van den Brom signe pour 3 ans au FC Utrecht, où il succède à Dick Advocaat.
Durant sa première saison à Utrecht, le club flirte avec les places européennes.  
Le championnat est toutefois arrêté définitivement après la 26e journée en raison de la pandémie de COVID-19.
Le club est à ce moment classé 6e sur 18 (à 1 place et 2 point de la première place européenne).

#### KRC Genk
Le 7 novembre 2020, John Van den Brom quitte le FC Utrecht pour signer un contrat de 3 ans au KRC Genk, qui vient de perdre Jess Thorup, parti au FC Copenhague.
Il qualifie les limbourgeois pour les PO1 en finissant quatrième du championnat régulier.  Durant ces PO1, il qualifie le club au troisième tour préliminaire de la Ligue des champions en finissant deuxième et vice-champion de Belgique.
Il remporte également la coupe de Belgique à la fin de la saison.
Le 6 décembre 2021, John Van den Brom est limogé pour résultats décevants (8e du championnat au moment de son éviction).

#### Al-Taawoun FC
Le 31 mars 2022, John Van den Brom est nommé entraîneur principal du club saoudien Al-Taawoun FC, luttant pour son maintien en 1ere division.
Le néerlandais a signé un contrat jusqu'à la fin de la saison 2022-2023.
Le 8 mai 2022, John Van den Brom est limogé après 3 défaites consécutives.

## Palmarès de joueur
- Champion des Pays-Bas en 1994 et 1995 avec l'Ajax Amsterdam
- Vainqueur de la  Ligue des champions 1994-1995 avec l'Ajax Amsterdam
- Champion des Pays-Bas de D2 en 1989 avec le Vitesse Arnhem
- Finaliste de la Coupe des Pays-Bas en 1990 avec le Vitesse Arnhem

## Palmarès d'entraîneur
- Vainqueur de la Supercoupe de Belgique en 2012 et en 2013 avec le RSC Anderlecht
- Champion de Belgique 2013 avec le RSC Anderlecht
- Vainqueur de la coupe de Belgique 2020-2021 avec le KRC Genk